# Monument of Death
Monument of Death är det första fullängds studioalbumet av det norska death metal-bandet Blood Red Throne. Albumet utgavs 2001 av skivbolaget Hammerheart Records.

## Låtförteckning
1. "Portrait of a Killer" – 5:33
2. "Souls of Damnation" – 3:41
3. "The Children Shall Endure" – 3:19
4. "Dream Controlled Murder" – 4:25
5. "Mary Whispers of Death" – 4:53
6. "Ravenous War Machine" – 5:56
7. "Malignant Nothingness" – 3:33
8. "Monument of Death" – 3:08
9. "Path of Flesh" – 4:24

## Medverkande
Musiker (Blood Red Throne-medlemmar)
- Død (Daniel Olaisen) – gitarr
- Tchort (Terje Vik Schei) – gitarr
- Erlend C (Erlend Caspersen) – basgitarr
- Mr. Hustler (Flemming Gluch) – sång
- Freddy B (Freddy Bolsø) – trummor

Produktion
- Endre Kirkesola – producent, ljudtekniker
- Henrik Larsson – ljudmix, mastering
- Tchort – ljudtekniker, omslagsdesign
- Vidar Helseth – omslagskonst
- Jon Tønnessen – foto
- Christophe Szpajdel – logo